# Marcin Wrotyński
Marcin Wrotyński (ur. 11 marca 1996) – polski lekkoatleta specjalizujący się w rzucie młotem. Medalista mistrzostw Polski.
Wrotyński początkowo uprawiał pchnięcie kulą i rzut dyskiem. W pierwszej z tych dyscyplin zdobywał medale ogólnopolskiej olimpiady młodzieży oraz juniorskich i młodzieżowych mistrzostw kraju. Od 2018 zaczął trenować rzut młotem, w tym samym roku zostając w tej konkurencji młodzieżowym mistrzem Polski, a dwa lata później zdobywając pierwszy medal seniorskich mistrzostw kraju.
Reprezentant Polski w pucharze Europy w rzutach.

## Osiągnięcia
Opracowano na podstawie:
| Rok  | Impreza                     | Miejsce    | Konkurencja           | Pozycja           | Wynik |
| ---- | --------------------------- | ---------- | --------------------- | ----------------- | ----- |
| 2015 | Mistrzostwa Europy juniorów | Eskilstuna | pchnięcie kulą (6 kg) | 11. miejsce       | 17,40 |
| 2019 | Uniwersjada                 | Neapol     | rzut młotem           | el. –             | NM    |
| 2021 | Puchar Europy w rzutach     | Split      | rzut młotem (grupa B) | 2. miejsce        | 71,72 |
| 2022 | Mistrzostwa świata          | Eugene     | rzut młotem           | el. – 19. miejsce | 73,55 |
| 2022 | Mistrzostwa Europy          | Monachium  | rzut młotem           | el. – 13. miejsce | 71,86 |
| 2023 | Puchar Europy w rzutach     | Leiria     | rzut młotem           | –                 | NM    |
| 2023 | Mistrzostwa świata          | Budapeszt  | rzut młotem           | el. – 33. miejsce | 68,65 |
| 2024 | Puchar Europy w rzutach     | Leiria     | rzut młotem           | 10. miejsce       | 71,93 |
| 2024 | Mistrzostwa Europy          | Rzym       | rzut młotem           | el. – 15. miejsce | 73,58 |
| 2025 | Puchar Europy w rzutach     | Nikozja    | rzut młotem           | 7. miejsce        | 75,90 |

Rekordy życiowe:
- pchnięcie kulą – 17,70 (29 kwietnia 2017, Poznań)
- rzut młotem – 77,01 (19 czerwca 2022, Poznań)